# Tour de Romandía 2009
La 63.ª edición del Tour de Romandía, disputado en 2009 entre el 28 de abril y el 3 de mayo, estuvo dividida en seis etapas: cuatro en ruta, una contrarreloj por equipos y un prólogo individual. La prueba se integraba en el UCI ProTour de ese año.
La carrera formó parte del calendario UCI ProTour 2009. 
Tomaron parte en la carrera 20 equipos: los 18 de categoría UCI ProTeam (al tener obligada su participación); más 2  de categoría Profesional Continental mediante invitación de la organización (Cervélo Test Team y BMC Racing Team). La carrera contó así con participantes ilustres, como Cadel Evans, Roman Kreuziger, Alejandro Valverde, Vladímir Karpets, Óscar Freire, Denis Menchov, Mark Cavendish y Jens Voigt.
El ganador fue Roman Kreuziger (quien además se hizo con la etapa reina) tras vencer en la etapa reina con una amplia diferencia. Le acompañaron en el podio Vladímir Karpets y Rein Taaramäe, respectivamente.
En las clasificaciones secundarias se impusieron Laurens Ten Dam (montaña), Grégory Rast (sprints) y Caisse d'Epargne (equipos).

### Etapa 1 - 29 de abril de 2009: Montreux-Friburgo, 92 km

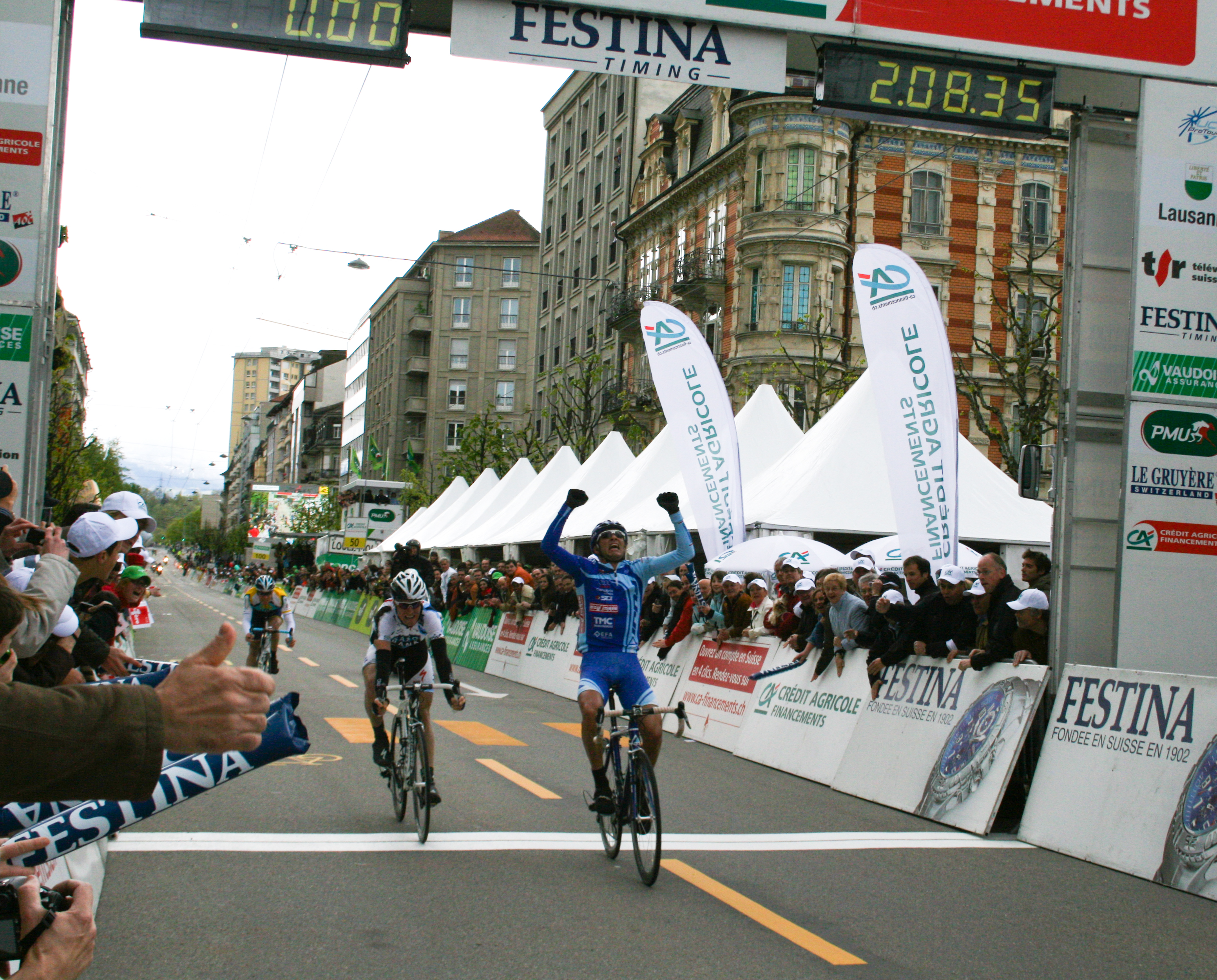
Ricardo Serrano, imponiéndose en la primera etapa.

## Etapas

### Prólogo - 28 de abril de 2009:Lausana-Lausana(CRI), 3,1 km

#### Clasificaciones
|   | Ciclista           | Equipo             | Tiempo |
| - | ------------------ | ------------------ | ------ |
| 1 | František Raboň    | Columbia-High Road | 3' 44" |
| 2 | Sandy Casar        | Française des Jeux | + 2"   |
| 3 | Alejandro Valverde | Caisse d'Epargne   | + 3"   |
| 4 | Tyler Farrar       | Garmin-Slipstream  | + 4"   |
| 5 | Roman Kreuziger    | Liquigas           | m.t.   |

|   | Ciclista           | Equipo             | Tiempo |
| - | ------------------ | ------------------ | ------ |
| 1 | František Raboň    | Columbia-High Road | 3' 44" |
| 2 | Sandy Casar        | Française des Jeux | + 2"   |
| 3 | Alejandro Valverde | Caisse d'Epargne   | + 3"   |
| 4 | Tyler Farrar       | Garmin-Slipstream  | + 4"   |
| 5 | Roman Kreuziger    | Liquigas           | m.t.   |

### Etapa 1 - 29 de abril de 2009:Montreux-Friburgo, 92 km[1]

#### Clasificaciones
|   | Ciclista        | Equipo             | Tiempo     |
| - | --------------- | ------------------ | ---------- |
| 1 | Ricardo Serrano | Fuji-Servetto      | 2h 08' 35" |
| 2 | Lars Ytting Bak | Saxo Bank          | m.t.       |
| 3 | Grégory Rast    | Astana             | m.t.       |
| 4 | Tony Martin     | Columbia-High Road | + 28"      |
| 5 | Haimar Zubeldia | Astana             | m.t.       |

|   | Ciclista        | Equipo             | Tiempo     |
| - | --------------- | ------------------ | ---------- |
| 1 | Grégory Rast    | Astana             | 2h 12' 17" |
| 2 | Ricardo Serrano | Fuji-Servetto      | + 5"       |
| 3 | Lars Ytting Bak | Saxo Bank          | + 12"      |
| 4 | František Raboň | Columbia-High Road | + 35"      |
| 5 | Sandy Casar     | Française des Jeux | m.t.       |

### Etapa 2 - 30 de abril de 2009:La Chaux-de-Fonds-La Chaux-de-Fonds, 162 km

#### Clasificaciones
|   | Ciclista        | Equipo             | Tiempo     |
| - | --------------- | ------------------ | ---------- |
| 1 | Óscar Freire    | Rabobank           | 4h 06' 56" |
| 2 | František Raboň | Columbia-High Road | m.t.       |
| 3 | Assan Bazayev   | Astana             | m.t.       |
| 4 | Roman Kreuziger | Liquigas           | m.t.       |
| 5 | Daniel Martin   | Garmin-Slipstream  | m.t.       |

|   | Ciclista        | Equipo             | Tiempo     |
| - | --------------- | ------------------ | ---------- |
| 1 | Grégory Rast    | Astana             | 6h 19' 13" |
| 2 | Ricardo Serrano | Fuji-Servetto      | + 5"       |
| 3 | Lars Ytting Bak | Saxo Bank          | + 12"      |
| 4 | František Raboň | Columbia-High Road | + 27"      |
| 5 | Óscar Freire    | Rabobank           | + 28"      |

### Etapa 3 - 1 de mayo de 2009:Yverdon-les-Bains-Yverdon-les-Bains(CRE), 14,8 km

#### Clasificaciones
|   | Ciclista           | Equipo             | Tiempo  |
| - | ------------------ | ------------------ | ------- |
| 1 | Columbia-High Road | Columbia-High Road | 18' 37" |
| 2 | Caisse d'Epargne   | Caisse d'Epargne   | + 10"   |
| 3 | Saxo Bank          | Saxo Bank          | + 16"   |
| 4 | Liquigas           | Liquigas           | + 24"   |
| 5 | Silence-Lotto      | Silence-Lotto      | + 25"   |

|   | Ciclista            | Equipo             | Tiempo     |
| - | ------------------- | ------------------ | ---------- |
| 1 | František Raboň     | Team Columbia      | 6h 38' 17" |
| 2 | Lars Ytting Bak     | Saxo Bank          | + 1"       |
| 3 | Tony Martin         | Columbia-High Road | + 8"       |
| 4 | Alejandro Valverde  | Caisse d'Epargne   | + 19"      |
| 5 | Kanstantsín Siutsou | Columbia-High Road | + 21"      |

### Etapa 4 - 2 de mayo de 2009:Estavayer-le-Lac-Sainte-Croix, 157 km

#### Clasificaciones
|   | Ciclista           | Equipo                      | Tiempo     |
| - | ------------------ | --------------------------- | ---------- |
| 1 | Roman Kreuziger    | Liquigas                    | 4h 11' 44" |
| 2 | Rein Taaramäe      | Cofidis, le Crédit en Ligne | m.t.       |
| 3 | Vladímir Karpets   | Katusha                     | + 7"       |
| 4 | Fredrik Kessiakoff | Fuji-Servetto               | + 17"      |
| 5 | Mikel Astarloza    | Euskaltel-Euskadi           | + 45"      |

|   | Ciclista           | Equipo                      | Tiempo      |
| - | ------------------ | --------------------------- | ----------- |
| 1 | Roman Kreuziger    | Liquigas                    | 10h 50' 25" |
| 2 | Vladímir Karpets   | Katusha                     | + 18"       |
| 3 | Rein Taaramäe      | Cofidis, le Crédit en Ligne | + 25"       |
| 4 | Alejandro Valverde | Caisse d'Epargne            | + 46"       |
| 5 | Rigoberto Urán     | Caisse d'Epargne            | + 48"       |

### Etapa 5 - 3 de mayo de 2009:Aubonne-Ginebra, 151 km

#### Clasificaciones
|   | Ciclista         | Equipo                      | Tiempo  |
| - | ---------------- | --------------------------- | ------- |
| 1 | Óscar Freire     | Rabobank                    | 31' 59" |
| 2 | Tyler Farrar     | Garmin-Slipstream           | m.t.    |
| 3 | Koldo Fernández  | Euskaltel-Euskadi           | m.t.    |
| 4 | Philippe Gilbert | Silence-Lotto               | m.t.    |
| 5 | Nico Sijmens     | Cofidis, le Crédit en Ligne | m.t.    |

|   | Ciclista           | Equipo                      | Tiempo      |
| - | ------------------ | --------------------------- | ----------- |
| 1 | Roman Kreuziger    | Liquigas                    | 14h 20' 14" |
| 2 | Vladímir Karpets   | Katusha                     | + 18"       |
| 3 | Rein Taaramäe      | Cofidis, le Crédit en Ligne | + 25"       |
| 4 | Alejandro Valverde | Caisse d'Epargne            | + 46"       |
| 5 | Rigoberto Urán     | Caisse d'Epargne            | + 48"       |

## Clasificaciones finales

### Clasificación general
| Posición | Ciclista            | Equipo                      | Tiempo      |
| -------- | ------------------- | --------------------------- | ----------- |
|          | Roman Kreuziger     | Liquigas                    | 14h 20' 14" |
| 2        | Vladímir Karpets    | Katusha                     | + 18"       |
| 3        | Rein Taaramäe       | Cofidis, le Crédit en Ligne | + 25"       |
| 4        | Alejandro Valverde  | Caisse d'Epargne            | + 46"       |
| 5        | Rigoberto Urán      | Caisse d'Epargne            | + 48"       |
| 6        | Lars Ytting Bak     | Saxo Bank                   | + 1' 01"    |
| 7        | Cadel Evans         | Silence-Lotto               | + 1' 07″    |
| 8        | Tony Martin         | Columbia-High Road          | + 1' 08″    |
| 9        | Fredrik Kessiakoff  | Fuji-Servetto               | + 1' 16″    |
| 10       | Kanstantsín Siutsou | Columbia-High Road          | + 1' 21″    |

### Clasificación de la montaña
| Posición | Ciclista        | Equipo                      | Puntos |
| -------- | --------------- | --------------------------- | ------ |
|          | Laurens Ten Dam | Rabobank                    | 36     |
| 2        | Mathieu Sprick  | BBox-Bouygues Telecom       | 28     |
| 3        | David Moncoutié | Cofidis, le Crédit en Ligne | 26     |
| 4        | Ricardo Serrano | Fuji-Servetto               | 20     |
| 5        | Florent Brard   | Cofidis, le Crédit en Ligne | 20     |

### Clasificación de los sprints
| Posición | Ciclista         | Equipo                      | Puntos |
| -------- | ---------------- | --------------------------- | ------ |
|          | Grégory Rast     | Astana                      | 15     |
| 2        | Rein Taaramäe    | Cofidis, le Crédit en Ligne | 12     |
| 3        | Jérôme Coppel    | Française des Jeux          | 9      |
| 4        | Sandy Casar      | Française des Jeux          | 7      |
| 5        | Philippe Gilbert | Silence-Lotto               | 6      |

### Clasificación por equipos
| Posición | Equipo           | Tiempo      |
| -------- | ---------------- | ----------- |
|          | Caisse d'Epargne | 43h 03' 47" |
| 2        | Astana           | + 2' 13"    |
| 3        | Fuji-Servetto    | + 2' 58"    |
| 4        | Ag2r-La Mondiale | + 3' 21"    |
| 5        | Silence-Lotto    | + 3' 34"    |

## Evolución de las clasificaciones
| Etapa (Vencedor)                | Clasificación general | Clasificación de la montaña | Clasificación de los sprints | Clasificación por equipos |
| ------------------------------- | --------------------- | --------------------------- | ---------------------------- | ------------------------- |
| Prólogo (CRI) (František Raboň) | František Raboň       | no se entregó               | no se entregó                | Française des Jeux        |
| 1.ª etapa (Ricardo Serrano)     | Grégory Rast          | Ricardo Serrano             | Grégory Rast                 | Astana                    |
| 2.ª etapa (Óscar Freire)        | Grégory Rast          | Mathieu Sprick              | Grégory Rast                 | Astana                    |
| 3.ª etapa (CRE) (Team Columbia) | František Raboň       | Mathieu Sprick              | Grégory Rast                 | Columbia                  |
| 4.ª etapa (Roman Kreuziger)     | Roman Kreuziger       | Laurens Ten Dam             | Grégory Rast                 | Caisse d'Epargne          |
| 5.ª etapa (Óscar Freire)        | Roman Kreuziger       | Laurens Ten Dam             | Grégory Rast                 | Caisse d'Epargne          |
| Final                           | Roman Kreuziger       | Laurens Ten Dam             | Grégory Rast                 | Caisse d'Epargne          |